# Chất lượng đất

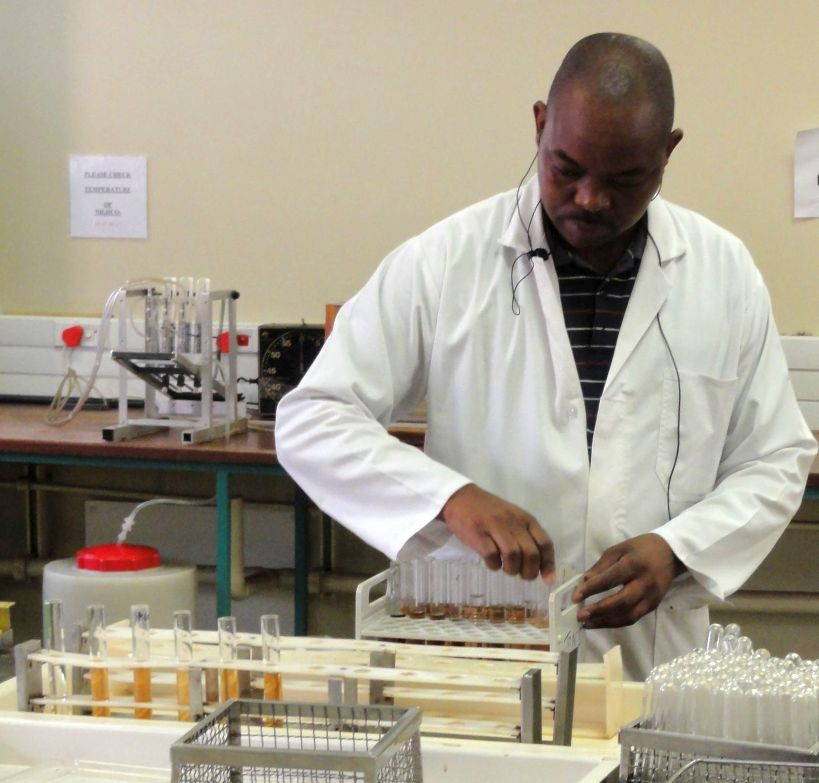
Thử nghiệm độ phì đất

Chất lượng đất là thước đo tình trạng của đất so với yêu cầu của một hoặc nhiều loài sinh vật và hoặc với bất kỳ nhu cầu hoặc mục đích của con người. Theo Dịch vụ Bảo tồn Tài nguyên Thiên nhiên của Bộ Nông nghiệp Hoa Kỳ, "Chất lượng đất là khả năng của một loại đất cụ thể để hoạt động, trong phạm vi hệ sinh thái tự nhiên hoặc được quản lý, để duy trì năng suất của cây và động vật, duy trì hoặc tăng cường chất lượng nước và không khí, và hỗ trợ sức khỏe và môi trường sống của con người. Trung tâm Nghiên cứu Chung của Ủy ban châu Âu đề xuất một định nghĩa, nói rằng "Chất lượng đất là một báo cáo mô tả về khả năng của đất cung cấp các hệ sinh thái và dịch vụ xã hội thông qua khả năng của nó để thực hiện các chức năng của nó dưới sự thay đổi các điều kiện."

## Mục đích
Chất lượng đất phản ánh mức độ tốt của đất khi thực hiện các chức năng duy trì đa dạng sinh học và năng suất, phân vùng nước và dòng chảy chất tan, lọc và đệm, chu kỳ dinh dưỡng, và cung cấp hỗ trợ cho các cây trồng và các cấu trúc khác. Quản lý đất trồng có ảnh hưởng lớn đến chất lượng đất.

## Thang đo
Chất lượng đất theo thuật ngữ nông nghiệp được đo theo thang giá trị đất (Bodenwertzahl) ở Đức.
Chất lượng đất có liên quan đến chức năng đất. Không giống như nước hay không khí, theo tiêu chuẩn đã được thiết lập, chất lượng đất rất khó xác định hoặc định lượng. Chất lượng đất có thể được đánh giá bằng Khung Đánh giá Quản lý đất (Soil Management Assessment Framework).